# Hipperholme
Hipperholme – wieś w Anglii, w hrabstwie ceremonialnym West Yorkshire, w dystrykcie metropolitalnym Calderdale. Leży 20 km na południowy zachód od miasta Leeds i 272 km na północny zachód od Londynu.